# Howald (Olpe)
Howald ist ein Ortsteil der Kreisstadt Olpe im Sauerland mit vier Einwohnern.
Der Ort befindet sich nördlich von Olpe unmittelbar an einem Seitenarm des Biggesees. 
Ein Teil des Orts lag früher im Bereich der heutigen Biggetalsperre und wurde im Zuge deren Baus abgerissen.